# Бено Гутенберг

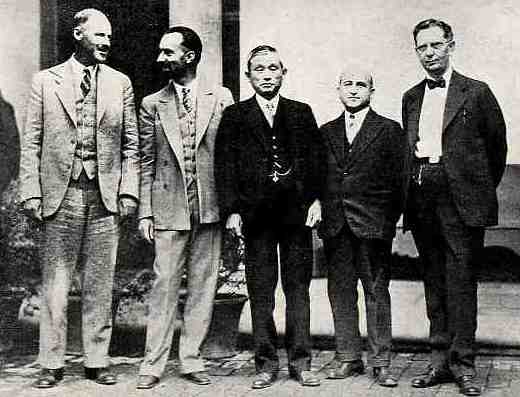
Кьодзі Суєхіро, який відвідав Сполучені Штати, щоб прочитати лекцію в Американському товаристві інженерів-будівельників у 1931 році.
(зліва направо): Джон Бувальда, Р.Р. Мартель, Кьодзі Суєхіро, Бено Гутенберг та Джон Август Андерсон.

Бено Гутенберг (нім. Beno Gutenberg; 4 червня 1889 — 25 січня 1960.) — німецько-американський сейсмолог, який зробив важливий внесок у цю сферу досліджень Землі. Він був другом і наставником Чарльза Френсіса Ріхтера (Charles Richter).

## Біографія
Гутенберг народився в Дармштадті, докторський ступінь здобув 1911 року в Університеті Геттінгена. Його керівником був Еміль Віхерт. Під час Першої світової війни служив у німецькій армії в якості метеоролога. Обіймав різні посади в  Страсбурзькому університеті. У 1918 році покинув університет, після того, як Страсбург став французьким містом. Протягом декількох років керував миловарнею свого батька. У 1926 році отримав погано оплачувану посаду молодшого професора в  університеті Франкфурта-на-Майні.
Незважаючи на те, що вже в 1920-х роках Гутенберг був одним з провідних сейсмологів в усьому світі і, безумовно, провідним сейсмологом в Німеччині, він все ще залежав від положення на заводі свого батька. Проте він продовжував свої дослідження у вільний час. У 1928 році спроба стати наступником свого вчителя Еміля Віхерта в  Геттінгенському університеті не вдалася. Він також не був прийнятий на посаду професора в Потсдамі.
Будучи  євреєм, Гутенберг не зміг продовжити свою наукову кар'єру в Німеччині, в 1930 році він прийняв посаду професора геофізики в  Каліфорнійському технологічному інституті в Пасадені. Він стає директором-засновником сейсмологічної лабораторії.
Гутенберг, у співпраці з  Чарльзом Френсісом Ріхтером, зробив сейсмологічну лабораторію Каліфорнійського технологічного інституту провідним світовим центром з вивчення сейсмології.
Гутенберг залишався директором сейсмологічної лабораторії до 1957 року.